# Radical 1
El radical 1, representado por el carácter Han 一, es uno de los 214 radicales del diccionario de Kangxi. Este carácter representa el número 1. En mandarín estándar es llamado 一部　(yī bù,«radical uno»), en japonés es llamado 一部, いちぶ　(ichibu), y en coreano 일 (il «uno») 

## Nombres populares
- Mandarín estándar: 横, héng, «horizontal».
- Coreano: 한일부, han il bu, «una parte».
- Japonés: 一（いち）, ichi, «uno».
- En occidente: Radical «uno».

## Galería
| Estilos antiguos                                 | Estilos antiguos                  | Estilos antiguos                        | Estilos antiguos                   | Estilos antiguos                   | Estilos empleados actualmente       | Estilos empleados actualmente  | Estilos empleados actualmente    | Estilos empleados actualmente   | Estilos empleados actualmente  |
|                                                  |                                   |                                         |                                    |                                    |                                     | 一                             | 一                               |                                 |                                |
| 甲骨文 jiǎgǔwén (escritura de huesos oraculares) | 金文 jīnwén (escritura de bronce) | 简帛 jiǎnbó (escritura de bambú y seda) | 篆文 zhuànwén (escritura de sello) | 篆文 zhuànwén (escritura de sello) | 隸書 lìshū (estilo de los escribas) | 楷書 kǎishū (estilo regular)   | 楷書 kǎishū (estilo regular)     | 行書 xǐngshū (estilo corriente) | 草書 cǎoshū (estilo de hierba) |
| 甲骨文 jiǎgǔwén (escritura de huesos oraculares) | 金文 jīnwén (escritura de bronce) | 简帛 jiǎnbó (escritura de bambú y seda) | 大篆 dàzhuàn (sello grande)        | 小篆 xiǎozhuàn (sello pequeño)     | 隸書 lìshū (estilo de los escribas) | 繁體／繁体 fántǐ (tradicional) | 简体／簡體 jiǎntǐ (simplificado) | 行書 xǐngshū (estilo corriente) | 草書 cǎoshū (estilo de hierba) |

## Caracteres clasificados con el radical 1
| trazos | carácter                   |
| ------ | -------------------------- |
| + 0    | 一                         |
| + 1    | 丁 丂 七 丄 丅 丆          |
| + 2    | 万 丈 三 上 下 丌 与       |
| + 3    | 不 丏 丐 丑 丒 专          |
| + 4    | 且 丕 世 丘 丙 业 丛 东 丝 |
| + 5    | 丞 丟 丠 両                |
| + 6    | 丣 两 严                   |
| + 7    | 並 丧                      |